# Mariakapel (Hoogeloon)
De Mariakapel is een in 1940 gebouwde kapel in de Brabantse plaats Hoogeloon. De kapel is een geschenk van Hoogeloon aan Harrie Beex, toenmalig priester van de parochie.

## Geschiedenis
Bij de eerste mis op 11 juli 1939 van Harrie Beex als priester van Hoogeloon werd, naar plaatselijke gewoonte, een collecte gehouden om de nieuwe priester een cadeau aan te bieden. Beex besteedde het geld aan de bouw van een kapel die hij daarna aan de parochiekerk van Hoogeloon schonk.

## Beschrijving
De rechthoekige kapel met apsis heeft een leien zadeldak met torentje. In iedere zijgevel bevindt zich een glas in loodraam. Het werd ontworpen door architect Jos. Bedaux.
Op de gevelsteen staat de tekst:"Hoogeloon schonk deze Kapel aan H. Beex uit deze parochie bij diens eerste H. Mis. Grondvest ons in vrede 20 October 1940".
Binnen, in de rechterzijmuur bevindt zich een steen met daarop de tekst: "A. Witlox - pastoor Hoogeloon 1939-1941 - Bid voor mij".

### Mariabeeld
Oorspronkelijk bevond zich in de kapel een houten Mariabeeld. In 1975 werd het vervangen door het huidige, zandstenen beeld dat overgenomen werd van de parochie Casteren.
Het beeld stelt Maria voor als Koningin des hemels. Zij draagt een kroon en in haar linkerhand bevond zich een scepter die weggebroken is. Op haar rechterarm bevindt zich het kind Jezus, die op zijn beurt een wereldbol draagt.

### Glas-in-loodramen
De beide glas-in-loodramen in de zijgevels werden in 1946 geschonken door oud-militairen ter nagedachtenis aan twee gesneuvelden uit Hoogeloon. Het raam ter nagedachtenis aan Jan Goossens Pz. (gesneuveld op 10 mei 1940) stelt Johannes voor. Het raam ter herinnering aan Jan Balduk (gesneuveld op 15 mei 1940) beeldt Johannes de Doper uit.

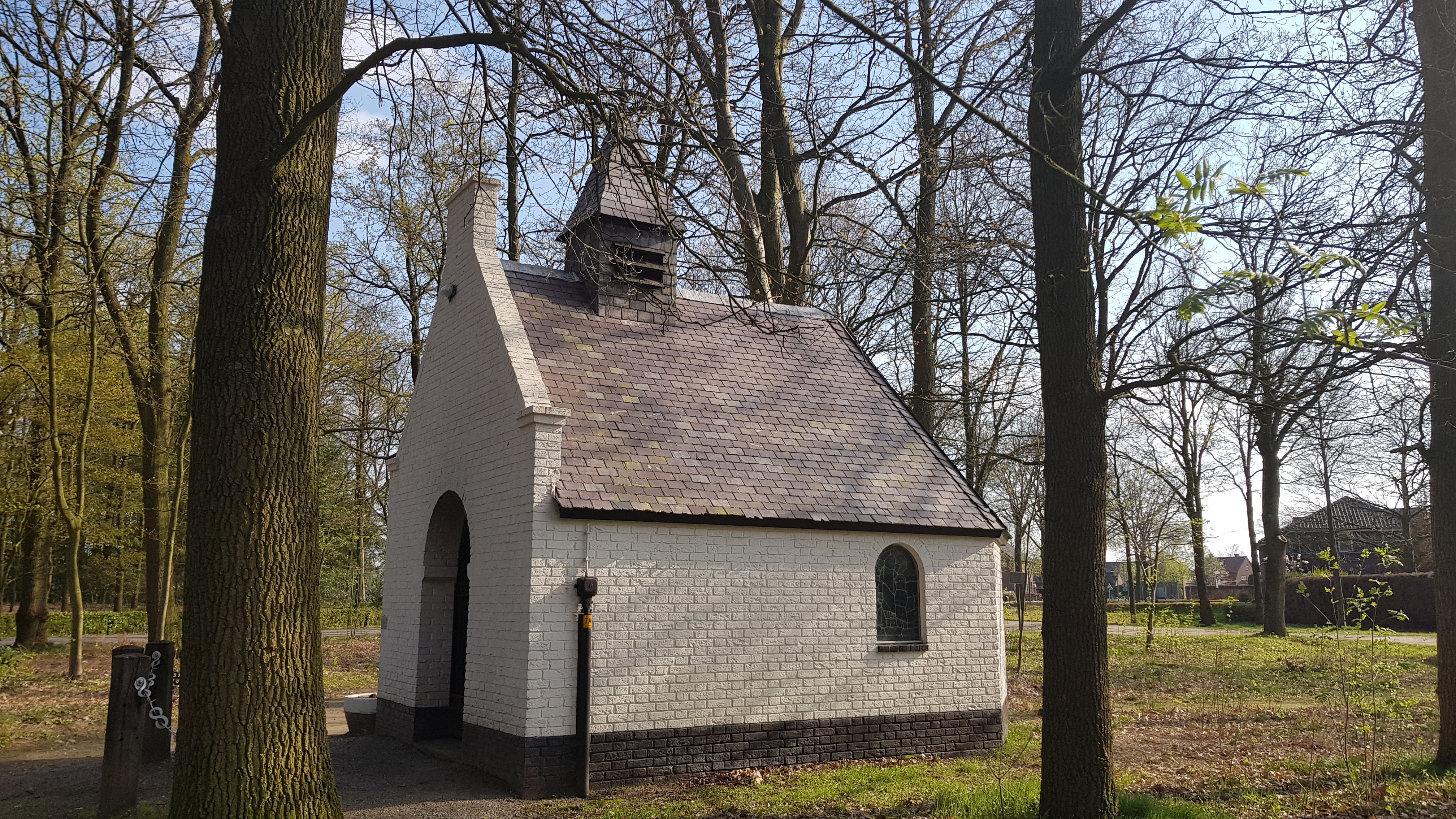
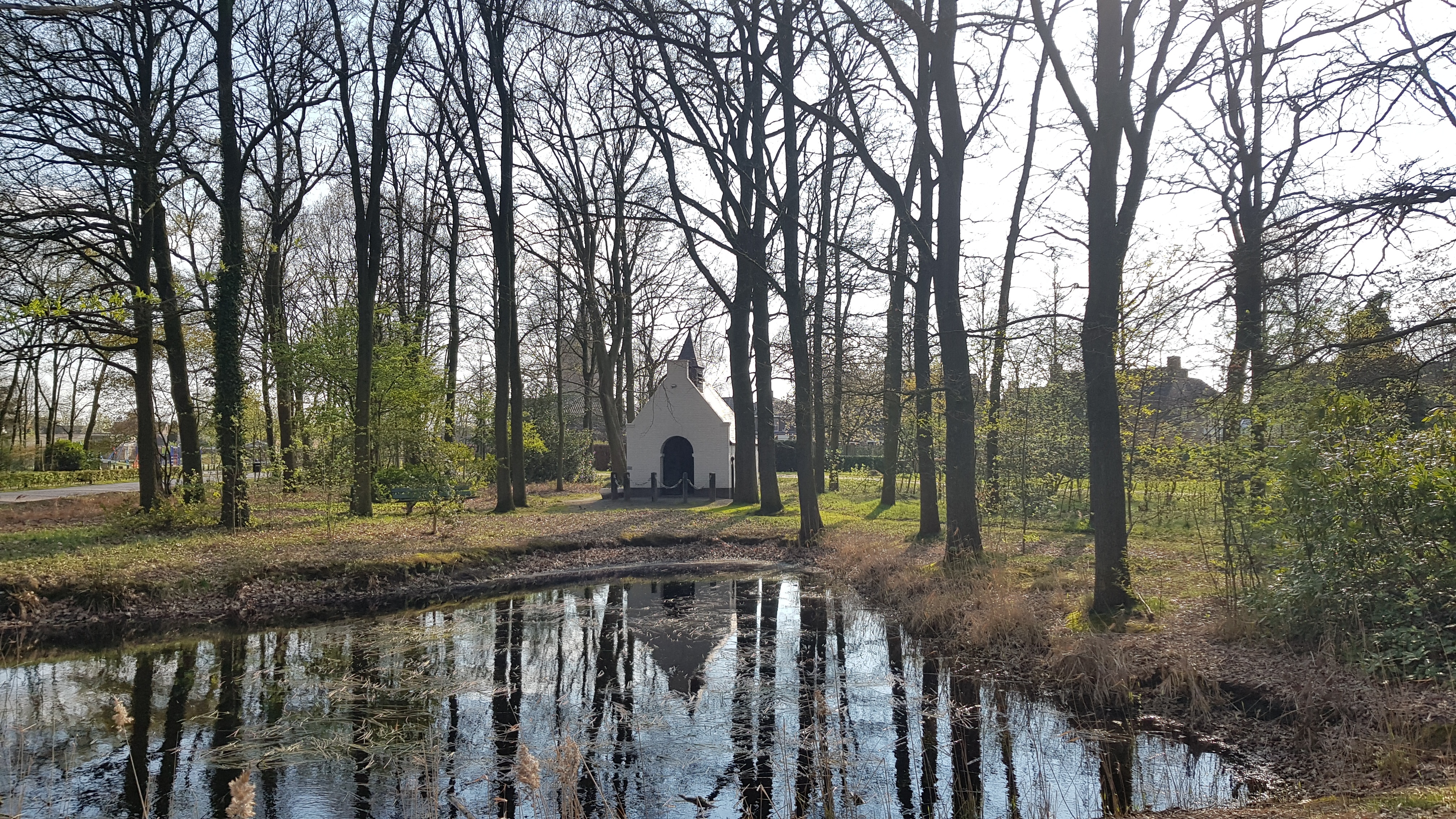